# Давиденков, Сергей Николаевич
Сергей Николаевич Давиденков (1880—1961) — советский учёный-медик, действительный член Академии медицинских наук СССР (1945), заслуженный деятель науки РСФСР (1934).
Основоположник клинической нейрогенетики и автор этого термина. Организатор первых в мире медико-генетических консультаций (Москва, 1920 и Ленинград, 1934). Предложил классификацию наследственных заболеваний нервной системы, использующуюся и поныне.
Был знаком со многими генетиками и неврологами мира. Неоднократно выезжал в научные командировки во Францию, Великобританию, США. Активно сотрудничал с академиком И. П. Павловым и его лабораторией.

## Биография
Родился 6 сентября 1880 года[по какому календарю?] в Риге в дворянской семье, родители были педагогами. Старший брат — Николай.
Окончил медицинский факультет Московского университета (1904), после чего работал в больницах Московской и Харьковской губерний. С 1912 года заведовал кафедрой нервных и душевных болезней Харьковского женского медицинского института. Не оставлял Давиденков научной деятельности и в годы Гражданской войны, когда собрал огромный материал по наследственным болезням. В 1920—1925 годах Давиденков — заведующий кафедрой нервных болезней (одновременно — декан, потом ректор) Бакинского университета. В 1925 году переехал в Москву, возглавил нейрохирургическое отделение Института профзаболеваний им. В. А. Обуха.
С 1932 года преподавал в Ленинградском институте усовершенствования врачей, с 1935 года — профессор; до конца жизни заведовал кафедрой нервных болезней.
В годы Великой Отечественной войны Давиденков в звании полковника медицинской службы работал военным врачом-консультантом в госпиталях, был главным невропатологом Ленинградского фронта.
В блокадном Ленинграде написал книгу «Эволюционно-генетические проблемы в невропатологии», в которой глубоко разработал ряд вопросов эволюции человека (издана в 1947 году). Но после того, как на расширенном заседании ВАСХНИЛ в августе 1948 года генетика была объявлена «метафизическим направлением в биологии», дальнейшие исследования в данном направлении были затруднены. Как отмечает историк биологии М. Д. Голубовский: "Тираж был в значительной степени уничтожен, она является библиографической редкостью. Между тем, в предисловии академик Л. А. Орбели справедливо назвал книгу гордостью российской биологии и медицины".
Умер 2 июля 1961 года. Похоронен в Ленинграде на Богословском кладбище (уч. 33); автор памятника — скульптор Н. В. Дыдыкин.
Уже после смерти в 1963 году Государственным издательством медицинской литературы в Ленинграде была издана книга «Неврозы», в которой Давиденков подробно изложил проблему невротических расстройств.

## Награды
- Награждён орденом Ленина, орденом Красной Звезды и медалями.[4]

## Память
- По предложению Министерства здравоохранения СССР в 1982 году была учреждена премия имени С.Н. Давиденкова, присуждавшаяся Академией медицинских наук СССР за лучшую научную работу в области медицинской генетики[5].
- В 2015 году Российской академией наук учреждена награда, присуждаемая за выдающиеся работы в области медицинской генетики, названная в честь основоположника клинической нейрогенетики и автора этого термина С. Н. Давиденкова[6].

## Семья
Сын — Николай Давиденков (1916—1950). Дочь — Лидия Давиденкова. Внучка — Екатерина Давиденкова.